# Béatrice Foucher
Pour les articles homonymes, voir Foucher.
Béatrice Foucher, née le 6 juin 1964 à Saintes dans le département de la Charente-Maritime, est une ingénieure, dirigeante d’activité et d’entreprise française, dans le secteur automobile. Elle devient directrice générale du constructeur automobile DS au sein du groupe Stellantis.

## Biographie

### Jeunesse et études
Béatrice Foucher est née le 6 juin 1964 à Saintes. Ses parents gèrent les exploitations agricoles des lycées professionnels de Pau, puis de Rambouillet. Elle effectue des études d’ingénieure à AgroParisTech après avoir été en classe préparatoire. Elle fait ensuite une année complémentaire à l’ESCP Business School.

### Carrière
Elle commence à travailler en 1989 au service qualité du constructeur Renault, un groupe automobile français à l’époque dirigé par Raymond Lévy, dans un milieu plutôt masculin. En 1993, sous l’ère Louis Schweitzer, elle rejoint le service des études de clientèle : « Cela a été une révélation », raconte-t-elle « Je travaillais avec des sociologues, des psychologues, mon chef était un ancien séminariste qui avait fait une thèse avec Pierre Bourdieu. C’était fantastique ». La conception de nouveaux véhicules passe par l'analyse des comportements sociaux, et la réflexion sur leurs évolutions. Trois ans plus tard, elle entre dans la direction des produits et devient directrice adjointe des marques Renault Laguna et Renault Espace. Après sept ans à ce poste, elle est nommée directrice de la ligne de développement des futurs produits dans le cadre de la coopération de Renault avec Nissan. Renault est désormais sous  l’ère Carlos Ghosn.
En 2007, elle est nommée directrice du produit, responsable du développement de nouveaux produits pour les marques du groupe, poste qu'elle occupe pendant cinq ans. En septembre 2012, elle prend la tête du programme de voitures électriques de Renault, responsable notamment du développement et de la production du modèle Renault Zoe. « On défrichait », explique-t-elle, « on se battait pour vendre 8 000 véhicules par an dans une ambiance de village gaulois, face à l’hostilité de l’écosystème qui considérait que c’était une lubie ».
En 2015, nouveau changement, elle devient vice-présidente des ressources humaines au sein de l'équipe de direction de Renault, Nissan et Mitsubishi, chargée notamment  de gérer les hauts potentiels de ce groupe automobile. Fin 2018, l’affaire Carlos Ghosn éclate, aboutissant à la démission de Carlos Ghosn de la présidence de Renault, et à son remplacement par Jean-Dominique Senard.
En novembre 2019, elle rejoint le Groupe PSA comme vice-présidente senior pour la gestion des talents, avant de devenir, en octobre 2019, directrice générale adjointe de DS Automobiles en charge de l'accélération du développement à l'international.
Le 15 janvier 2020, elle est nommée directrice générale de DS Automobiles et membre du Comité Exécutif Global du Groupe PSA,,.
Début juillet 2023, elle est promue directrice du planning, un poste autrement stratégique pour le groupe puisque responsable de toute la stratégie, du M&A, du produit, des programmes et du plan CO2 de Stellantis pour les prochaines années.

### Vie privée
Béatrice Foucher est mariée et mère de deux enfants. 

## Distinctions
- Officière de l'ordre national du Mérite (2023)